# 愛媛県道333号三島川之江港線
愛媛県道333号三島川之江港線（えひめけんどう333ごう みしまかわのえこうせん）は、愛媛県四国中央市を通る一般県道である。

## 概要
四国中央市妻鳥町の松山自動車道 三島川之江ICから重要港湾三島川之江港までを4車線道路で結ぶ。合併で四国中央市になる前の、伊予三島市・川之江市の市境とほぼ等しい。

### 路線データ
- 起点：四国中央市妻鳥町（三島川之江IC入口交差点、国道11号交点、松山自動車道 三島川之江IC）
- 終点：四国中央市妻鳥町（三島川之江港、臨港道路交点）

## 歴史
- 1991年（平成3年）度末 - 三島川之江IC入口交差点 - 市道本郷平木線間、暫定2車線で開通
- 19??年度（時期不明） - 市道本郷平木線 - 愛媛県道123号金生三島線間、暫定2車線で開通
- 2006年（平成18年）度末 - 愛媛県道123号金生三島線 - 国道11号間、4車線で開通
- 2008年（平成20年）度末 - 国道11号 - 三島川之江港間、4車線で開通し、全線開通
- 2009年（平成21年）度末 - 三島川之江インター入口交差点 - 愛媛県道123号金生三島線間、4車線化開通し、全線4車線化完了

## 路線状況
幅員25 mの4車線道路で、中央分離帯、歩道、路側帯、街路樹がある。跨線橋でJR四国予讃線をオーバーパス、川茂川には村松橋が架設されている。

### 道路施設

#### 橋梁
- 村松橋（川茂川、四国中央市）

## 地理

### 通過する自治体
- 愛媛県
  - 四国中央市

### 交差する道路
| 交差する道路                                   | 交差する場所 | 交差する場所                                 |
| ---------------------------------------------- | ------------ | -------------------------------------------- |
| 国道11号 / 川之江三島バイパス E11 松山自動車道 | 妻鳥町       | 三島川之江IC入口交差点 / 起点 7 三島川之江IC |
| 愛媛県道124号上分三島線                        | 妻鳥町       |                                              |
| 愛媛県道123号金生三島線                        | 妻鳥町       |                                              |
| 国道11号 / 本線 国道192号 重複                 | 妻鳥町       |                                              |
| 臨港道路                                       | 妻鳥町       | 終点                                         |

### 交差する鉄道
- 予讃線

### 沿線
- 三島川之江港
- イオンタウン川之江
- スーパーホテル四国中央